# Wrexham Association Football Club
El Wrexham Association Football Club, apodado Los Dragones Rojos (The Red Dragons), es un club de fútbol de Gales, perteneciente a la localidad de Wrexham, en el nordeste del país, que compite en la Football League One de la vecina Inglaterra, y disputaran la Football Championship la próxima temporada
Junto con el Cardiff City F. C. y el Swansea A. F. C., es considerado uno de los tres grandes clubes del fútbol del país. Dado que en 1921 la liga nacional de Gales, que carecía en cantidad de equipos competitivos, se integró al sistema de ligas del fútbol inglés al unirse a la Southern Football League (que actualmente supone la séptima y octava categorías), la Asociación de Fútbol de Gales careció de una liga propia entre 1921 y 1992 y por este motivo los tres grandes equipos han competido en torneos de liga fuera del país desde aquella fecha, al no integrarse a la Premier League de Gales con su creación en 1992 y siendo excluidos de competir en la Copa de Gales, torneo que hasta 1995 integró tanto a los clubes que competían en Gales como a los clubes galeses compitiendo en Inglaterra, y que tiene como máximos campeones a los tres clubes más importantes, siendo el Wrexham el más laureado de ellos con 23 títulos. Sin embargo, Wrexham es el único de los tres que no ha logrado consagrarse con un título de máxima categoría en Inglaterra.
A pesar de su larga historia y de ser tradicionalmente uno de los equipos más importantes de Gales, no posee grandes actuaciones internacionales. En la campaña 1991 de la Copa Europea de Ganadores de Copa, fue derrotado por el Manchester United; al año siguiente derrotó al Arsenal FC londinense, dejándolo fuera de la FA Cup inglesa. 
En noviembre del año 2020, se oficializó la compra del equipo por parte de los actores Ryan Reynolds y Rob McElhenney (RR McReynolds Company LLC), sustituyendo a la anterior junta directiva formada por el grupo inversor Wrexham Supporters Trust.
Su máximo goleador histórico es el futbolista gales Tommy Bamford con 175 goles en 200 partidos en liga  pero en total tiene 193 goles en todas las competiciones.
En la temporada 2024/25, completaría una hazaña histórica al convertirse en el primer equipo en obtener 3 ascensos consecutivos en toda la historia de la liga inglesa. Entre las temporadas 22/23-24/25, ha logrado ascender desde la National League (Quinta división inglesa), hasta la Championship (Segunda división inglesa). 

## Rivalidades
Su principal rival es el Chester F. C. de la ciudad fronteriza homónima de Inglaterra y con quien juega el llamado derbi fronterizo (cross-border derby).

## Uniforme
- Uniforme titular: Camiseta roja, pantalón blanco y medias rojas.
- Uniforme alternativo: Camiseta verde, pantalón verde y medias verdes.

## Entrenadores
| - 1925–29 Charlie Hewitt - 1929–31 Jack Baynes - 1932–36 Ernest Blackburn - 1937–38 Jimmy Logan - 1938–40 Tom Morgan - 1940–49 Tom Williams - 1949–50 Les McDowall - 1950–54 Peter Jackson - 1954–57 Cliff Lloyd - 1957–59 John Love - 1960–61 Billy Morris | - 1961–65 Ken Barnes - 1965–66 Billy Morris - 1966–67 Jack Rowley - 1967–68 Alvan Williams - 1968–77 John Neal - 1977–81 Arfon Griffiths - 1981–82 Mel Sutton - 1982–85 Bobby Roberts - 1985–89 Dixie McNeil - 1989–2001 Brian Flynn - 2001–2007 Denis Smith | - 2007 Brian Carey - 2007–2008 Brian Little - 2008–2011 Dean Saunders - 2011–2014 Andy Morrell - 2014–2015 Kevin Wilkin - 2015–2016 Gary Mills - 2016–2018 Dean Keates - 2018 Sam Ricketts - 2018–2019 Graham Barrow - 2019 Bryan Hughes - 2019–2021 Dean Keates - 2021-Actualidad Phil Parkinson |

## Hall of Fame
Estos son los miembros del Wrexham A.F.C. Hall of Fame. La inclusión no está restringida a los jugadores; se puede tener en cuenta a cualquier persona que haya hecho una gran contribución al club en cualquier función, desde administrador a gestor o aficionado.
| - Billy Ashcroft - Tommy Bamford - Tommy Bannan - Ken Barnes - Gary Bennett - Horace Blew - Brian Carey - Ron Chaloner - Carroll Clark - Karl Connolly - Dai Davies - Gareth Davies - Carlos Edwards - Johnny Edwards - Mickey Evans - Brian Flynn - Alan Fox | - Bert Goode - Arfon Griffiths - Pryce Griffiths - Phil Hardy - Ron Hewitt - Alf Jones - Joey Jones - Albert Kinsey - Dennis Lawrence - Brian Lloyd - Cliff Lloyd - Andy Marriott - Tommy Matthias - Eddie May - Ally McGowan - Sammy McMillan - Dixie McNeil | - John Neal - Gareth Owen - Ted Robinson - Kevin Russell - Bobby Shinton - George Showell - Denis Smith - Ray Smith - Mel Sutton - Mickey Thomas - Billy Tunnicliffe - Graham Whittle - Mike Williams - Andy Morrell - Mark Carrington - Wrexham Supporters Trust |

## Directiva
| Puesto              | Nombre             |
| ------------------- | ------------------ |
| Propietarios        | Ryan Reynolds      |
| Propietarios        | Rob McElhenney     |
| CEO                 | Michael Williamson |
| Presidente de honor | Dixie McNeil       |
| Director ejecutivo  | Humphrey Ker       |

## Palmarés

### Torneos nacionales
Ligas
- Football League One (1): 1977–78
- The Combination (4): 1900–01, 1901–02, 1902–03, 1904–05
- Welsh Senior League (2): 1894–95, 1895–96
- National League (1): 2022–23

Copas
- Copa de Gales (23): 1873, 1883, 1893, 1897, 1903, 1905, 1909, 1910, 1911, 1914, 1915, 1921, 1924, 1925, 1931, 1957, 1958, 1960, 1972, 1975, 1978, 1986, 1995. (récord)
- Football League Trophy (1): 2005
- FAW Premier Cup (5): 1998, 2000, 2001, 2003, 2004
- FA Trophy (1): 2012–13
- Football League Cup (North) (1): 1943–44